# Olympische Sommerspiele 2012/Teilnehmer (Bahrain)
| Gelbes Symbol für Goldmedaillen mit stilisierten Olympischen Ringen | Graues Symbol für Silbermedaillen mit stilisierten Olympischen Ringen | Braundes Symbol für Bronzemedaillen mit stilisierten Olympischen Ringen |
| ------------------------------------------------------------------- | --------------------------------------------------------------------- | ----------------------------------------------------------------------- |
| 1                                                                   | —                                                                     | —                                                                       |

Bahrain nahm in London an den Olympischen Spielen 2012 teil. Es war die insgesamt achte Teilnahme an Olympischen Sommerspielen. Das Bahrainische Olympische Komitee nominierte zwölf Athleten in drei Sportarten.
Fahnenträger bei der Eröffnungsfeier war der Sportschütze Azza Alqasmi.

## Medaillen

### Medaillenspiegel
| Medaillenspiegel Bahrain | Medaillenspiegel Bahrain | Medaillenspiegel Bahrain     | Medaillenspiegel Bahrain  | Medaillenspiegel Bahrain  | Medaillenspiegel Bahrain |
| Platz                    | Sportart                 | Goldmedaille – Olympiasieger | Silbermedaille – 2. Platz | Bronzemedaille – 3. Platz | Gesamt                   |
| ------------------------ | ------------------------ | ---------------------------- | ------------------------- | ------------------------- | ------------------------ |
| 1                        | Leichtathletik           | 1                            | —                         | —                         | 1                        |
| Total                    | Total                    | 1                            | —                         | —                         | 1                        |

### Medaillengewinner

#### Gold
| Name               | Sportart       | Wettkampf     |
| ------------------ | -------------- | ------------- |
| Maryam Yusuf Jamal | Leichtathletik | 1500 m Frauen |

## Teilnehmer nach Sportarten

### Leichtathletik
Laufen und Gehen 
| Athleten           | Wettbewerb | Vorlauf      | Vorlauf | Halbfinale    | Halbfinale    | Finale        | Finale        | Rang |
| Athleten           | Wettbewerb | Zeit         | Rang    | Zeit          | Rang          | Zeit          | Rang          | Rang |
| ------------------ | ---------- | ------------ | ------- | ------------- | ------------- | ------------- | ------------- | ---- |
| Frauen             |            |              |         |               |               |               |               |      |
| Genzeb Shumi       | 800 m      | 2:07,77 min  | 3       | 2:01,76 min   | 6             | ausgeschieden | ausgeschieden | 20   |
| Mimi Belete        | 1500 m     | 4:07,01 min  | 5       | 4:05,91 min   | 8             | ausgeschieden | ausgeschieden | 18   |
| Maryam Yusuf Jamal | 1500 m     | 4:05,39 min  | 3       | 4:02,18 min   | 4             | 4:10,74 min   | 1             | Gold |
| Genzeb Shumi       | 1500 m     | 4:14,02 min  | 8       | ausgeschieden | ausgeschieden | ausgeschieden | ausgeschieden | 34   |
| Tejitu Daba        | 5000 m     | 15:05,59 min | 6       | –             | –             | 15:21,34 min  | 12            | 12   |
| Shitaye Eshete     | 5000 m     | 15:05,48 min | 8       | –             | –             | 15:19,13 min  | 10            | 10   |
| Shitaye Eshete     | 10.000 m   | –            | –       | –             | –             | 30:47,25 min  | 6             | 6    |
| Lishan Dula        | Marathon   | –            | –       | –             | –             | 2:36:20 h     | 62            | 62   |
| Männer             |            |              |         |               |               |               |               |      |
| Belal Mansoor Ali  | 1500 m     | 3:38,69 min  | 10      | 3:35,40 min   | 7             | 3:37,98 min   | 10            | 10   |
| Bilisuma Shugi     | 5000 m     | 13:31,84 min | 10      | ausgeschieden | ausgeschieden | ausgeschieden | ausgeschieden | 25   |
| Ali Hasan Mahboob  | Marathon   | –            | –       | –             | –             | nicht beendet | nicht beendet | –    |

### Schießen
| Athleten     | Wettbewerb                           | Qualifikation | Qualifikation | Finale        | Finale        | Ringe | Rang |
| Athleten     | Wettbewerb                           | Ringe         | Rang          | Ringe         | Rang          | Ringe | Rang |
| ------------ | ------------------------------------ | ------------- | ------------- | ------------- | ------------- | ----- | ---- |
| Frauen       |                                      |               |               |               |               |       |      |
| Azza Alqasmi | Kleinkaliber Dreistellungskampf 50 m | 576           | 33            | ausgeschieden | ausgeschieden | 576   | 33   |

### Schwimmen
| Athleten       | Wettbewerb          | Vorlauf     | Vorlauf | Halbfinale    | Halbfinale    | Finale        | Finale        | Rang |
| Athleten       | Wettbewerb          | Zeit        | Rang    | Zeit          | Rang          | Zeit          | Rang          | Rang |
| -------------- | ------------------- | ----------- | ------- | ------------- | ------------- | ------------- | ------------- | ---- |
| Frauen         |                     |             |         |               |               |               |               |      |
| Sara Alflaij   | 50 m Freistil       | 33,81 s     | 5       | ausgeschieden | ausgeschieden | ausgeschieden | ausgeschieden | 68   |
| Männer         |                     |             |         |               |               |               |               |      |
| Khalid Alibaba | 100 m Schmetterling | 1:04,05 min | 3       | ausgeschieden | ausgeschieden | ausgeschieden | ausgeschieden | 43   |